# Prestonia boliviana
Prestonia boliviana är en oleanderväxtart som beskrevs av J.F.Morales och A.Fuentes. Prestonia boliviana ingår i släktet Prestonia och familjen oleanderväxter. Inga underarter finns listade i Catalogue of Life.